# Курков, Степан Иванович
Степан Иванович Курков (1913-1944) — старший сержант Рабоче-крестьянской Красной Армии, участник Великой Отечественной войны, Герой Советского Союза (1945).

## Биография
Степан Курков (фамилия жены, до женитьбы — Судьин) родился в 1913 году в селе Березняги Скопинского уезда Рязанской губернии (ныне Скопинского района Рязанской области) в многодетной семье. У него было пять братьев (двое из которых ушли на фронт) и одна сестра. Родной брат-Судьин Василий Иванович (1925—2011), ветеран Великой Отечественной войны. Их отец — Судьин Иван Ефимович, а мать — Наталья Степановна. Первый раз он женился еще до войны на односельчанке Елизавете. От этого брака есть дочь Раиса. Позже, оставив семью, Степан уехал в г. Куровское на заработки (работал мотористом Куровского меланжевого комбината). Женился во второй раз на Курковой Лукерье Петровне из села Тереньково Куровского района. В июне 1941 года Курков был призван на службу в Рабоче-крестьянскую Красную Армию. С того же времени — на фронтах Великой Отечественной войны.
К июню 1944 года старший сержант Степан Курков командовал отделением 1074-го стрелкового полка 314-й стрелковой дивизии 21-й армии Ленинградского фронта. Отличился во время освобождения Выборга. 19 июня 1944 года Курков поднял в атаку свою роту и первым ворвался во вражескую траншею, лично уничтожив в рукопашной 23 вражеских солдат. Когда из строя выбыл командир взвода, Курков заменил его собой и успешно руководил действиями подразделения; будучи раненым, гранатным огнём уничтожил еще 14 солдат противника. В том бою он погиб (уже дважды раненый, получил смертельное ранение в голову снайперским выстрелом). Первоначально был похоронен на южном берегу реки Раккола, близ посёлка Раккола Выборгского района. Позже перезахоронен в Выборге на Городском кладбище (могила номер 36).
Указом Президиума Верховного Совета СССР от 24 марта 1945 года старший сержант Степан Курков посмертно был удостоен высокого звания Героя Советского Союза. Также был награждён орденами Ленина и Славы 3-й степени, медалью.